# From the Cradle
From the Cradle är ett album av Eric Clapton från 1994. Albumet är hans första verkliga bluesalbum som soloartist, även om många av hans tidigare album varit mer eller mindre bluesinfluerade. Det består helt av covers.
Albumet byggde vidare på framgångarna med livealbumet Unplugged och blev nummer ett på albumlistan i USA, där det även sålt trippelt platina.

## Låtlista
1. "Blues Before Sunrise" (Leroy Carr) - 2:57
2. "Third Degree" (Eddie Boyd, Willie Dixon) - 5:08
3. "Reconsider Baby" (Lowell Fulson) - 3:20
4. "Hoochie Coochie Man" (Willie Dixon) - 3:15
5. "Five Long Years" (Eddie Boyd) - 4:47
6. "I'm Tore Down" (Sonny Thompson) - 3:02
7. "How Long Blues" (Leroy Carr) - 3:08
8. "Goin' Away Baby" (James A. Lane) - 4:01
9. "Blues Leave Me Alone" (James A. Lane) - 3:37
10. "Sinner's Prayer" (Lowell Fulson, Lloyd Glenn) - 3:20
11. "Motherless Child" (trad.) - 2:57
12. "It Hurts Me Too" (Elmore James) - 3:19
13. "Someday After a While" (Freddie King, Sonny Thompson) - 4:28
14. "Standin' Round Crying" (McKinley Morganfield) - 3:38
15. "Driftin'" (Charles Brown, Johnny Moore, Eddie Williams) - 3:08
16. "Groaning the Blues" (Willie Dixon) - 6:06

## Medverkande
- Eric Clapton - gitarr, sång
- Dave Bronze - elbas
- Jim Keltner - trummor
- Andy Fairweather-Low - gitarr
- Jerry Portnoy - munspel
- Chris Stainton - keyboard
- Roddy Lorimer - trumpet
- Simon Clarke - barytonsaxofon
- Tim Sanders - tenorsaxofon
- Richie Hayward - percussion på "How Long Blues"